# Гомельстройматериалы
Гомельстройматериалы (Гомельский комбинат строительных материалов; бел. Гомельбудматэрыялы) — белорусское предприятие, расположенное в Гомеле.

## История
Гомельский комбинат строительных материалов был основан в 1949 году путём объединения кирпичных заводов № 5, 6, 17 и завода клинкерного кирпича; комбинат начал работу с 1 января 1950 года. Первоначально комбинат подчинялся Министерству промышленности строительных материалов БССР, в мае 1957 года передан Управлению строительных материалов Совета народного хозяйства (СНХ) БССР, в сентябре того же года передан в Управление промышленности строительных материалов СНХ БССР, в 1965 году возвращён в ведение Министерства промышленности строительных материалов БССР. В 1957 году на комбинате было начато строительство завода теплоизоляционных материалов и линолеума, в 1966 году был введён в эксплуатацию цех по производству минераловатных плит. В 1971 году комбинат преобразован в головное предприятие производственного объединения «Гомельстройматериалы». В 1980—1990 годах предприятие было реконструировано и модернизировано, устаревшие кирпичные заводы были закрыты. В 1991 году ПО преобразовано в арендное предприятие, в 1996 году — в открытое акционерное общество. В 1998—1999 годах было модернизировано производство минераловатных плит, в 2005 году этот цех был реконструирован, в 2008 году установлена новая технологическая линия.

## Современное состояние
Предприятие производит теплоизоляционные плиты, блоки из ячеистого бетона, силикатные камни, силикатный кирпич, силикатные плиты.
По состоянию на начало 2021 года 99,9259% акций предприятия находились в государственной (коммунальной) собственности, остальные 0,0741% акций были распределены между более 4,4 тыс. акционеров (преимущественно физических лиц), по итогам прошлого года было выплачено 985,95 тыс. руб. (380 тыс. долларов) дивидендов, или 0,2 коп. на акцию. В 2015 году на предприятии работало 1053 человека, по состоянию на 2021 год на предприятии работало 833 человека.
В 2020 году выручка предприятия составила 82,3 млн руб. (31 млн долларов), чистая прибыль — 3,5 млн руб. (1,3 млн долларов). 75% выручки было получено от производства теплоизоляционных плит из минеральной ваты.